# Base aérienne de Sirsa
Pour les articles homonymes, voir VISX.
La base aérienne de Sirsa (A.F.S. Sirsa, (code IATA : VISX)) est une base aérienne des forces armées indiennes à Sirsa intégré au commandement aérien ouest.

## Historique
Unités actives No. 21 Squadron IAF du 45 Wing, le No. 15 Squadron IAF utilisant des Soukhoï Su-30MKI,.
Le 21e escadron utilisant antérieurement des MiG-23s single-engine fighters and MiG-27